# 張曾鏞
張曾鏞，字声斋，号仲声，一号序东，直隸省天津府南皮縣人，清朝政治人物、进士出身。

## 生平
同治年间举人，授沙河县教谕。同治甲戌（1874年）年，参加会试，后补光绪二年殿试，得进士第2甲第82名，钦点知县。光绪十八年，担任辽宁锦县知县。此外还任署奉天、怀德知县，营口海防同知。